# Baltocteniza kulickae
Baltocteniza kulickae es la única especie conocida del  género extinto Baltocteniza de araña migalomorfa de la familia de los ctenízidos que vivió durante el Eoceno en Europa.

## Descripción
Es una especie de araña ctenízida de pequeño tamaño, que se diferencia de otros miembros de su familia por la presencia de ojos tuberculados Parece estar cercanamente relacionada con el género actual Latouchia y el fósil Electrocteniza, descubierto también en ámbar báltico.

## Filogenia y taxonomía
Fue descrita en 2000 por el biólogo, paleóntologo y escritor ruso Kirill Eskov y el aracnólogo israelí Sergei Zonstein en base a un único ejemplar de una hembra joven encontrada en ámbar báltico perteneciente a la colección de la Academia Polaca de Ciencias en Varsovia (Polonia). El nombre genérico deriva del género Cteniza y el mar Báltico, en referencia al material de origen, mientras que el específico es en honor Róża Kulicka, conservadora de la Academia Polaca de Ciencias.